# Chiesa di San Giorgio Martire (San Paolo, Italia)
La chiesa di San Giorgio Martire è il principale edificio di culto cattolico di Cremezzano, frazione del comune italiano di San Paolo, in provincia e diocesi di Brescia. Sede parrocchiale, fa parte della zona pastorale della Bassa Occidentale, dove è inserita nella unità pastorale Beato Petronace Abate.

## Storia
La chiesa parrocchiale di Cremezzano sorge all'interno del perimetro di quello che fu, nel Medioevo, il castello. Di esso, ancora esistente nel 1609, rimane traccia nel percorso format da via XXV Aprile, via Don Riccardo Caffi, via Orti e via Giardini. L'edificio, che doveva essere di origine antica, fu ricostruito nel 1531 per volontà della famiglia Terzi Lana, la quale ottenne in quello stesso anno il giuspatronato sulla chiesa da papa Clemente VII. 
Nel 1709 subentrò nel diritto Bernardino Caffi, che era entrato in possesso di parte delle proprietà della famiglia Lana, mentre nel 1883 passò a Giacinto Balucanti. Con la morte di quest'ultimo, nel 1886, il giuspatronato passo al nipote Diogene Valotti.
Agli inizi del XX secolo la chiesa cinquecentesca iniziò a mostrare segni di cedimento, pertanto la popolazione già dal 1914 iniziò a raccogliere il denaro necessario alla riedificazione. Nel 1928 la quota era ritenuta sufficiente, pertanto il parroco Riccardo Caffi, a Cremezzano dallo stesso 1914, decise di affidare il progetto al geometra trenzanese Ottorino Giacomelli. Scartato il progetto originale, si pervenne alla costruzione dell'attuale edificio. Il 9 settembre 1929 fu quindi posata la prima pietra, mentre l'edificio fu consacrato l'8 novembre 1931, a lavori quasi ultimati. Quando Riccardo Caffi morì, il 15 agosto 1949, gli abitanti del paese lo fecero seppellire ai piedi dell'altare della chiesa.
Negli anni '80, secondo quanto stabilito dal Concilio Vaticano II, furono rimosse le balaustre e fu aggiunta, nel presbiterio, una mensa eucaristica rivolta verso l'aula.

## Descrizione

### Esterno
La chiesa, orientata sull'asse nord-sud, presenta una pianta cruciforme, con il presbiterio e l'abside sul lato settentrionale dell'edificio. Sul punto di intersezione dei bracci dell'edificio si innesta una cupola.
La facciata si presenta suddivisa in due registri da una trabeazione aggettante: il registro inferiore è scandito da sei lesene di ordine composito, le quali inquadrano al centro il portale di ingresso, decorato da due semicolonne ioniche sormontate da un architrave con timpano triangolare, mentre quello superiore contiene quattro lesene, che racchiudono al centro una bifora decorata da lesene ai lati e da un coronamento mistilineo e spezzato. La facciata è decorata, in corrispondenza delle lesene più esterne dell'ordine inferiore, da pinnacoli a forma di obelisco, mentre l'ordine superiore è concluso superiormente da un frontone triangolare, coronato ai lati da piccole guglie e al centro da una croce metallica.
Sul lato occidentale dell'edificio, staccato dal corpo principale, si innalza il campanile, realizzato in laterizio.

### Interno
L'interno della chiesa presenta superfici intonacate, prive di affreschi. Gli spazi sono scanditi da lesene composite, sormontate da un cornicione aggettante, che segna l'innesto delle volte a botte nella navata, nel transetto e nel presbiterio, a cupola all'intersezione dei bracci dell'edificio e a semi-cupola sull'abside. 
Il presbiterio, leggermente rialzato rispetto al piano dell'aula, presenta ai lati due cantorie, delle quali quella sinistra contenente l'organo, realizzato dalla ditta Nicolini nel 1947 e azionabile da una tastiera posta alle spalle dell'altare maggiore. Sulle pareti dell'abside è ancorata la soasa dell'altare, che contiene una pala raffigurante San Giorgio.